# Sarah Kerrigan
Sarah Louise Kerrigan, a auto-intitulada Rainha das Lâminas, é uma importante personagem e a vilã predominante da série de jogos e livros StarCraft, da Blizzard Entertainment. A personagem foi criada por Chris Metzen e James Phinney, e sua figura foi originalmente concebida por Chris Metzen. Kerrigan foi dublada por Glynnis Campbell no jogo de estratégia em tempo real StarCraft e sua expansão StarCraft: Brood War. A voz de Kerrigan foi dublada por Tricia Helfer na versão americana de StarCraft II: Wings of Liberty, e por Luciana Baroli na versão brasileira.
Kerrigan aparece originalmente em StarCraft como uma  Terrana de 26 anos com poderes psíquicos, treinada tanto física como mentalmente para ser uma agente ghost especialista em assassinatos. Inicialmente, ela é a segunda na hierarquia de comando dos Filhos de Korhal, um movimento revolucionário liderado por Arcturus Mengsk contra a opressiva Confederação Terrana. Ela é capturada pelos insectóides Zergs e infestada, tornando-se uma híbrida humana/zerg sob controle total do Overmind. Ela se torna uma das agentes mais poderosas dos Zergs e, durante as Brood Wars, substitui o Overmind após sua destruição no fim da grande guerra, ganhando controle sobre o enxame Zerg e almejando dominar a galáxia. A vida de Kerrigan antes da infestação é explicada com mais detalhe nos livros Uprising e Liberty's Crusade, enquanto que Queen of Blades elabora o personagem já na forma infestada. Tratando-se de um dos personagens mais importantes da série, Kerrigan foi elogiada pela crítica por sua credibilidade e profundidade; estando ainda incluída na lista das 50 maiores personagens de vídeogames de todos os tempos feita pela Tom's Games, enquanto que uma enquete da GameSpot a elegeu como a maior vilã da história dos jogos de computador.

## Personagem
Kerrigan foi criada por Chris Metzen e James Phinney, da Blizzard Entertainment, e a sua figura desenhada por Metzen; apesar das contribuições de outros artistas da Blizzard, como Samwise Didier e Glen Rane, terem contribuído para a sua caracterização em obras mais recentes. Kerrigan não foi inicialmente pensada para ser um personagem importante, devendo aparecer apenas em um único nível do jogo. Inspirada na personagem Tanya Adams da série Command & Conquer: Red Alert, Kerrigan foi batizada em homenagem a Nancy Kerrigan, que à data se tinha envolvido em uma briga com Tonya Harding. No entanto, a personagem obteve a simpatia dos criadores, que lhe decidiram atribuir um papel muito mais importante do que um mero personagem descartável.
Muitos dos aspectos da figura infestada de Kerrigan, especialmente seu cabelo, foram inspirados na figura mitológica grega Medusa. A determinado momento em StarCraft, Kerrigan declara ao dark templar Zeratul que "seu mero olhar poderia reduzí-lo a cinzas"; um dos muitos poderes atribuídos a Medusa era o de que seu olhar tornava homens em pedra. Além disso, antes do anúncio oficial, o codinome de StarCraft II foi "Medusa". Kerrigan atribui a si mesma o título de "Queen of Blades" ("Rainha das Lâminas"), nome pelo qual gradualmente se apresenta até o ponto de se tornar o seu próprio sinônimo. Chris Metzen explicou que era para ser um título honorífico; uma lâmina é uma arma designada para rasgar inimigos em pedaços, fazendo com que o título se encaixasse com Kerrigan, que evoluiu para ser a maior agente do Overmind.
Em uma entrevista, a autora e dubladora Glynnis Talken Campbell descreveu a mudança de personalidade de Kerrigan durante sua infestação como "transformação de boa garota para uma bad girl", e disse que foi uma mudança maior de personalidade do que de voz, durante o trabalho de dublagem. A voz de Kerrigan também consiste de muitos grunhidos, rosnados e gritos, e sua voz excêntrica na forma infestada foi alcançada ao se duplicar a voz de Talken Campbell. Ela também afirmou que, caso StarCraft fosse adaptado para filme ou novelização, ela preferiria que a relação de Kerrigan com Jim Raynor - o protagonista principal da série - fosse mostrada como uma de admiração, sacrifício e "eles salvando a si mesmos", ao invés de um romance, devido à natureza de StarCraft ser centralizada na ação. Apesar de Talken Campbell ter confirmado que voltaria para dublar a personagem em StarCraft II e ter feito a dublagem para diversos trailers promocionais, foi relatado mais tarde que uma nova atriz havia sido contratada para Kerrigan, e que Talken Campbell não estaria mais envolvida no projeto. Tricia Helfer foi a nova atriz escolhida para dublar Kerrigan em StarCraft II: Wings of Liberty, assim como suas expansões Heart of the Swarm e Legacy of the Void.

## Atributos

### Personalidade
Tendo sido recrutada para o programa de agentes ghosts da Confederação quando criança, devido ao seu potencial psíquico, Kerrigan foi descrita no manual de StarCraft como alguém que nunca teve a chance de ter uma vida normal. Seu treino rigoroso e o uso de implantes neurais para controlar suas habilidades mentais a tornaram uma mulher retraída e introvertida. Apesar disso, Kerrigan exibe qualidades de coragem e ousadia, e é uma ótima estrategista. Ela também é descrita como um personagem moral, exemplificado pela sua oposição à Arcturus Mengsk usar os Zergs contra a Confederação.
Entretanto, depois de sua transformação Zerg, Kerrigan liberta-se de suas inibições - assim como de suas condições neurais - e se entrega ao seu lado mais escuro. Sua atitude foi descrita pela publicação WomenGamers.com como "rancorosa, conivente, zombeteira, traidora e extravagante", o que, quando combinado com sua inteligência natural, a torna extremamente calculista e manipulativa. Uma imagem de sua antiga sensitividade moral pode ser notada no final da campanha dos Zergs no Brood War, ela afirma que se sente cansada da matança pela primeira vez desde sua transformação. Kerrigan também se tornou muito mais agressiva fisicamente, entrando em tantos combates corpo a corpo que em certo ponto, durante o livro Queen of Blades, ela começa lamber o sangue das suas vítimas em seus dedos, distraidamente.
A personalidade que Kerrigan mostrou no trailer de Heart of the Swarm parece ser uma combinação de ambos os atributos; durante sua conversa com Izsha, a descrição de seus crimes como "terríveis" implica que, até certo ponto, ela se sente verdadeiramente culpada pelos seus crimes, e pode procurar se redimir. Por outro lado, ela está determinada a destruir a oposição ao seu poder, e de executar sua vingança contra Arcturus Mengsk.

### Representação
Antes de sua infestação, Kerrigan foi descrita como sendo uma mulher graciosa e mortal, excessivamente ágil e atlética, possuindo olhos verde jade e brilhantes cabelos vermelhos amarrados. O livro Queen of Blades descreve suas características faciais como sendo muito fortes para ser classificada como bonita, mas impressionante e adequada à sua personalidade. Kerrigan raramente é vista despida de sua armadura, uma roupa auto-ajustável para ambientes hostis e especificamente designada para agentes ghosts, equipada com um dispositivo de invisibilidade, mas quando não está a trabalho, ela é descrita usando uma camisa leve, calças de algodão velhas e uma jaqueta de couro empoeirada, além de botas de couro. Mesmo assim, é incomum para Kerrigan andar desarmada: ela sempre está equipada com pelo menos uma faca de combate.
A infestação de Kerrigan pelos Zergs gera uma grande mudança em sua aparência. Apesar de manter sua estatura, forma e características faciais, ela é descrita em Queen of Blades como tendo uma pele esverdeada, coberta por uma lisa carapaça protetora. Os olhos de Kerrigan são amarelos, ao invés do verde natural, e seu cabelo se transformou em caules, descrito como segmentado feito pernas de insetos. É afirmado que os dedos de Kerrigan possuem agora extensas garras. Um par de asas esqueléticas cresceu em suas costas, consistindo de segmentos espinhosos alongados que chegam à altura de seus joelhos. Kerrigan é vista usando essas asas como armas de combate, literalmente rasgando oponentes.

## Aparições

### StarCraft

Sarah Kerrigan ainda humana, usando seu uniforme de ghost.

A primeira aparição de Sarah Kerrigan em StarCraft acontece após metade do primeiro capítulo do jogo, no qual ela e Jim Raynor recebem ordens de Arcturus Mengsk, o líder do grupo rebelde Filhos de Korhal, para iniciar uma revolução na colônia Antiga Prime ao assassinar os presidentes da Confederação Terrana. Em resposta, a Confederação bloqueia o planeta enquanto insectóides Zergs começam a invadir sua superfície, e Mengsk ordena Kerrigan, cética, a plantar um psi emitter - tecnologia roubada da Confederação que atrai Zergs para si - para atrair os Zergs para quebrarem os bloqueios, permitindo que os Filhos de Korhal escapem. Os Filhos de Korhal, então, atacam diretamente o planeta capital da Confederação, Tarsonis. Durante o ataque, Mengsk, sem consultar seus oficiais, usa os psi emitters para garantir a destruição completa do planeta pelos Zergs. Os Zergs são, subsequentemente, atacados pelos Protoss, uma raça de aliens psiônicos que tentam impedir o avanço da infestação Zerg. Kerrigan é enviada com uma tropa para impedir que os Protoss interfiram com a destruição causada pelos Zergs, mas sua posição é invadida pelos insetos, e ela é abandonada por Mengsk. Raynor deserta Mengsk em desgosto e Kerrigan é assumida como morta.
Entretanto, Kerrigan não havia morrido. Enquanto o segundo capítulo se inicia, o jogador é encarregado pela mente Zerg, o Overmind, de proteger uma crisálida que ele afirma ser sua maior criação. A crisálida eventualmente amadurece no mundo dos Zergs, Char, revelando Kerrigan infestada com DNA Zerg, tornando-a uma poderosa híbrida com genética dos Terrans e Zergs. Raynor, atraído para Char por sonhos psíquicos causados por Kerrigan durante sua incubação, falha em sua tentativa de salvá-la, mas é deixado vivo já que Kerrigan não o vê como uma ameaça, e possivelmente devido a algum efeito de seu afeto por ele. Após invadir um science vessel Terrano e reverter suas condições neurais causadas pelo treinamento como agente psiônica, Kerrigan consegue sentir a presença do comandante da frota Protoss, Tassadar, em Char. Tassadar desvia a atenção de Kerrigan por tempo suficiente para que seu companheiro Zeratul assassinasse Zasz, um dos comandantes Zergs, usando energias psiônicas com as quais os Zergs não estão familiarizados. Isso causa uma ligação mental temporária entre Zeratul e o Overmind, que usa esse contato momentâneo com as memórias de Zeratul para localizar o planeta natal dos Protoss, Aiur. O Overmind imediatamente lança uma invasão Zerg, apesar de Kerrigan continuar em Char para caçar Tassadar e Zeratul.

### Brood War
A personagem de Kerrigan é mais importante em Brood War, já que após a morte do Overmind pelas mãos de Tassadar na conclusão do StarCraft, Kerrigan volta a ser independente da consciência Zerg e dedica seus esforços para se tornar a líder única do enxame. Ela aparece na colônia Protoss de Shakuras, onde informa a Zeratul e aos Protoss que um novo Overmind está amadurecendo em Char, manipulando-os para destruir as forças Zergs que se encontram no caminho de seus objetivos. Ela também ganha um aliado em Samir Duran, aparentemente infestado, que se infiltra nas forças recém chegadas da Congregação da Terra Unificada e tenta sabotar sua missão de escravizar os Zergs e tomar controle daquele setor da galáxia. Entretanto, eles conseguem capturar o novo Overmind, e Kerrigan se aproveita da ameaça da Congregação para forjar uma aliança com Mengsk, Raynor e seus novos aliados Protoss, jogando-os em guerra contra a Congregação. Porém, Kerrigan rapidamente trai sua aliança e ataca os exércitos de Raynor e Mengsk, causando danos severos em ambos os grupos. Acompanhada por Duran, Kerrigan retorna à Shakuras para sequestrar a líder Protoss, Raszagal, usando-a para chantagear Zeratul para matar o novo Overmind em Char, fazendo com que todos os Zergs fiquem sob controle de Kerrigan. Zeratul tenta salvar Raszagal, mas acaba por matá-la quando percebe que sua mente foi completamente destruída pela lavagem cerebral de Kerrigan. Kerrigan, surpresa por suas ações, permite que Zeratul viva. Pouco depois, a posição de Kerrigan em Char é atacada por uma frota Protoss que busca vingança, o resto das forças da Congregação e uma frota mercenária comandada por Mengsk. Apesar de estar em menor número, as forças de Kerrigan vencem, enfraquecendo os inimigos e erradicando a frota da Congregação, assegurando assim uma posição dominante no setor.

### Wings of Liberty
Kerrigan aparece novamente em StarCraft II: Wings of Liberty, como foi mostrado em diversos trailers e na arte conceitual antes do lançamento. Na BlizzCon de Agosto de 2007, Chris Metzen explicou que nos anos após Brood War, Kerrigan foi para Char, juntando a maior parte do exército Zerg e desaparecendo. Apesar de ter o poder de destruir todos os seus inimigos, ela não o faz, criando um tenso estado de paz no setor. Metzen também indicou um interesse em explorar se ainda restava humanidade em Kerrigan, ou se ela já passou do ponto de redenção em seu estado atual. Numa entrevista especial realizada pelo site StarCraft Legacy, foi revelado que o desaparecimento de Kerrigan tem pouco a ver com a suspeita que ela tem de Duran, quem foi revelado no fim do Brood War realizando experimentos secretos para criação de híbridos Zerg/Protoss; ela não sabe muito sobre ele, mas no tempo que segue o Brood War ela começa a montar o quebra-cabeças de seus verdadeiros motivos. Na BlizzCon de 2008, Kerrigan apareceu brevemente em dois trailers cinemáticos, durante um ataque numa cidade Terrana que foi capturada em vídeo, e numa série de cavernas onde Zeratul estava estudando runas antigas; neste último, Kerrigan implica que ela esteve esperando por sua chegada. Na BlizzCon de 2009, a Blizzard revelou que a voz de Kerrigan no StarCraft II seria dublada pela atriz Tricia Helfer (mais conhecida por seu papel como a Cylon número seis em Battlestar Galactica).
Em StarCraft II, Kerrigan começa seus ataques contra as colônias da Supremacia Terrana. No início, seus motivos parecem ser vingança - entretanto, pouco depois é revelado que ela está em busca de diversos artefatos Xel'Naga, de grande poder. Coincidentemente, esses são os mesmos artefatos que Jim Raynor está procurando, por requisição de um amigo recém libertado, Tychus Findlay, e sua libertadora, a Moebius Foundation. As forças de Raynor e Kerrigan entram em contato diversas vezes, com Kerrigan demonstrando os traços de sua personalidade, agora sua marca registrada, arrogante e sedenta por poder. Raynor logo descobre através de Valerian Mengsk, filho de Arcturus e verdadeira face por trás da Moebius Foundation, que os artefatos Xel'Naga que ele busca, quando montados, possuem o poder de transformar Kerrigan para sua forma humana.
Em certo ponto, Zeratul aparece repentinamente a bordo da nave de Raynor, e o entrega um cristal contendo memórias de suas pesquisas recentes. As memórias no cristal contam a campanha de Zeratul para descobrir a verdade por trás da antiga profecia Xel'Naga, uma missão que o leva a encontrar Kerrigan diversas vezes. É através dessas memórias que Raynor descobre o quão importante é o fato de que Kerrigan não pode ser morta, pois ela é a pessoa escolhida para ajudar a vencer a batalha final contra os híbridos Protoss-Zerg, presumivelmente de um tipo similiar aos desenvolvidos por Samir Duran. Através do cristal de Zeratul, Raynor também pode enxergar a visão de um possível futuro sem Kerrigan: os Protoss sendo eliminados pelos híbridos, com todos os seus grandes guerreiros lutando bravamente em uma batalha final, e com os Terranos já extintos.

Kerrigan em sua forma humana novamente, nos braços de Jim Raynor.

Depois de ter essa visão, Raynor monta um ataque ao planeta Char, em colaboração com as forças da Supremacia, para eliminar as forças Zergs no planeta de uma vez por todas. O artefato Xel'Naga libera uma onda de energia que elimina a infestação Zerg e limpa o planeta. Quando Raynor e Findlay procuram Kerrigan nas ruínas, ela é encontrada quase que completamente em sua forma humana, com os cabelos sendo o único traço Zerg. Porém, Raynor é forçado a matar Findlay quando ele tenta assassinar Kerrigan, sob ordens de seu "beneficiador", que é revelado como sendo Arcturus Mengsk. Raynor então carrega uma enfraquecida Kerrigan através do campo de batalha para segurança.

### Heart of the Swarm
Kerrigan é o personagem central da expansão Heart of the Swarm. Após ter sido restaurada a forma humana no final de Wings of Liberty, Sarah é levada por Jim Raynor até uma instalação secreta de pesquisa de Valerian Mengsk para determinar o quanto das habilidades de Zerg ela ainda possuía. Contudo, o complexo é atacado por militares da Supremacia mas Kerrigan e Valerian conseguem escapar, enquanto Raynor é deixado para atrás. Kerrigan ouve então um pronunciamento de Mengsk afirmando que ele havia sido capturado e executado por suas forças de segurança. Buscando vingança, ela viaja pelo setor, reunindo todas as tropas Zerg que ela consegue. No meio do caminho, ela encontra Zeratul, que diz para ela viajar até Zerus, o mundo onde os primeiros Zergs surgiram, onde ela encontra os zergs primevos. Kerrigan, inicialmente relutante, é convencida por Zeratul de que em Zerus ela pode encontrar um poder maior do que ela já teve e que isso ajudaria ela em sua sede de vingança. Em Zerus, ela descobre que o xel'naga caído, Amon, havia corrompido os Zergs, tornando-os escravos de sua vontade, com o objetivo de usa-los para destruir os Protoss, os humanos e toda a vida na galáxia. Kerrigan entra então numa crisálida e emerge pouco tempo depois restaurada a sua forma Zerg, mas desta vez muito mais poderosa, tornando-se a Rainha das Lâminas primeva. Mengsk então entra em contato com ela e revela que, na verdade, Raynor não havia sido morto, mas estava sendo mantido preso como refém, e que ele não o mataria se Kerrigan se mantivesse longe dele. Contudo, com ajuda de Valerian e dos Saqueadores do Raynor, Kerrigan consegue libertar Jim da nave prisão, mas ele a rejeita por ela ter renunciado sua humanidade que ele havia batalhado tanto para restaurar. Agora com o controle total dos enxames Zerg, Sarah Kerrigan lança uma grande ofensiva contra a capital da Supremacia, o planeta Korhal. Valerian, filho do imperador terrano, a convence a evitar os centros urbanos e tentar atrasar seu ataque para que os civis sejam evacuados. Durante a batalha final em Korhal, em que os homens de Raynor a ajudam, Sarah derrota as forças ainda leais a Arcturus Mengsk e entra dentro do seu palácio para confronta-lo. Lá, ela é quase derrotada quando Mengsk revela ter um artefato xel'naga e o usa para enfraquece-la, mas Raynor intervém, detendo-o. A Rainha das Lâminas então sacia sua sede de vingança e mata Mengsk. Ela então se reconcilia com Raynor e, com a Supremacia derrotada, ela parte para se reencontrar com seu enxame. Kerrigan recua suas forças até o planeta Char e lá espera a batalha final contra Amon, na próxima guerra que decidirá o destino do universo.

### Legacy of the Void
Durante os eventos de Legacy of the Void, Kerrigan entra numa aliança com Artanis para investigar Ulnar, o mundo natal dos Xel'Naga, que na verdade era uma grande plataforma planetária. Algum tempo após Artanis reconquistar o mundo natal dos Protoss, Aiur, Kerrigan lhe envia uma chamada psiônica para Raynor e Artanis: ela propõe uma aliança para destruir Amon em definitivo, já que ele apenas aguardava uma chance de retornar alguns milhares de anos no futuro se não fosse detido naquele momento. Durante o ataque ao Vazio pelas forças conjuntas da Supremacia Terrana, o Enxame Zerg Swarm e Protoss Dae'laam, a profecia de Zeratul para Kerrigan se torna clara; apenas um Xel'Naga seria capaz de derrotar Amon e Kerrigan é a única que pode ascender a esta posição. Com apoio de uma última resistência por parte dos seus aliados, Kerrigan consegue matar Amon com uma explosão psiônica no vazio.
Na cutscene final do jogo, que acontece dois anos após a última missão, Raynor está sozinho num bar no planeta de Mar Sara. Sem muita explicação, Kerrigan aparece, fora de foco, em sua forma humana e vestindo armadura de Fantasma. Ela pergunta para Jim se ele está pronto para partir e ele responde alegremente "Droga, já estava na hora." Jim se aproxima dela e os dois desaparecem. Um texto aparece na tela dizendo que Raynor nunca mais foi visto e Kerrigan não é mencionada.

### Outras aparições
Kerrigan aparece em diversos livros de StarCraft que expandem bastante a sua história antes do primeiro jogo. O livro Uprising mostra o treino de Kerrigan, ainda nova, como assassina ghost, onde ela é submetida a intensos abusos psicológicos pelo seu treinador da Confederação, Tenente Rumm. Quando ela era uma jovem garota, um acidente, muito provavelmente envolvendo seus poderes, matou sua mãe e colocou seu pai num estado vegetativo, deixando Kerrigan aterrorizada em usar suas habilidades psiônicas. Como resultado, Kerrigan se recusa a mostrar seus poderes para Rumm, mesmo quando ele ameaça matar seu pai. Kerrigan é eventualmente vencida por implantes mentais e usada como uma assassina da Confederação, até ser resgatada por Arcturus Mengsk. Kerrigan também se apaixona por Somo Hung, um dos fuzileiros dos Filhos de Korhal, mas ele é morto durante o livro.
Os livros Liberty's Crusade e Queen of Blades fornecem novelização para as ações de Kerrigan nos episódios I e II do StarCraft, respectivamente. Liberty's Crusade desenvolve a relação implícita entre Jim Raynor e Kerrigan, enquanto Queen of Blades serve para demonstrar a completa transformação de Kerrigan pela infestação Zerg, a remoção de suas inibições e moral e os efeitos do seu ex-amor, Raynor.
Além disso, Kerrigan aparece brevemente em Shadow of the Xel'Naga, de Gabriel Mesta, situado entre StarCraft e Brood War, no qual ela tenta assegurar um artefato Xel'Naga no planeta colonial de Bhekar Ro, mas falha quando ele elimina suas forças. Kerrigan também é vista em Shadow Hunters, o segundo livro em The Dark Templar Saga, uma trilogia que serve como precursor para StarCraft II. Depois de sentir um grupo de mentes humanas juntas, causada por Jake Ramsey no fim do primeiro livro, Kerrigan envia Zergs para o local, infestando o corpo semi-morto de Ethan Stewart. Embora esse ataque seja a primeira atividade Zerg em anos, ele inadvertidamente levanta suspeitas de Arcturus Mengsk, que se pergunta o que poderia tê-lo causado.

## Recepção
A personagem de Kerrigan foi recebida positivamente por críticos e fãs. A publicação online WomenGamers.com descreveu a personagem como "uma das mais convincentemente trágicas e divertidas 'mulheres más'... já vistas em um jogo de computador", citando que apesar de Kerrigan poder facilmente ser classificada como um "estereótipo de 'bad girl', sua vida cheia de conflitos e traumas dão-lhe mais complexidade, resultando na personagem provocando "ambos simpatia e ódio do jogador". O site também elogiou a qualidade da atuação de voz de Talken Campbell, dando à personagem uma nota de 8.4/10. Em sua review sobre StarCraft, a IGN chamou atenção para a evolução da personagem de Kerrigan através da história, chamando-a de inesquecível e descrevendo sua transformação como gélida. Em 2009, a IGN colocou Kerrigan como a quinta vilã mais memorável na história dos vídeo games, listando as várias proezas que ela cometeu após ser infestada, incluindo a conquista da raça Zerg, infestação de vários planetas, e traição de seus aliados. Em 2010, a PC World a colocou na décima posição de sua lista dos 10 vilões mais badass dos vídeo games. E na lista dos 100 maiores vilões dos vídeo games de 2011, a IGN colocou Kerrigan em décima sétima posição.
A primeira enquete dos leitores da GameSpot colocou Kerrigan como a segunda melhor vilã dos vídeo games. A pesquisa elogia a personagem pela drástica transformação de Kerrigan, sua fúria e suas habilidades políticas manipulativas, assim como elogiando a atuação da voz de Talken Campbell. Uma segunda enquete, realizada em 2010, colocou Kerrigan como a melhor vilã dos vídeo games. Kerrigan também foi colocada entre as 50 maiores personagens femininas da história dos vídeo games, pela Tom's Games, descrevendo sua personalidade "sexy, sinistra e simpática" como uma das personagens mais "fascinantemente complexas e memoráveis de todos os tempos".
Junto com o Overmind, Kerrigan foi considerada pela GamePro como o oitavo vilão mais diabólico dos vídeogames.